# Spermophora mau
Spermophora mau – gatunek pająka z rodziny nasosznikowatych.
Gatunek ten opisany został w 2012 roku przez Bernharda Hubera i Charlesa Warui.
U holotypego samca długość ciała wynosi 3,6 mm, a długość pierwszego odnóża: 20,4 mm. Prosoma jest ubarwiona ochrowożółto z czarnymi: sternum, znakami bocznymi i znakiem Y-kształtnym za oczami oraz ciemnymi smugami na nadustku. U samców na karapaksie występuje para rogów, nieobecna u samic. Szczękoczułki samca wyposażone mają apofizy frontalne z kubkowatymi wgłębieniami. Odnóża ochrowożółte z ciemnymi obrączkami na udach i goleniach. Nogogłaszczki samca mają apofizy w części tylno-boczno-brzusznej biodra i tylno-bocznej krętarza, procursus z kilkoma skomplikowanymi strukturami w części dystalnej oraz trzy stożki na bulbusie. Opistosoma z wierzchu i po bokach jest szara z czarnym wzorem, od spodu zaś głównie czarna. Samicę cechuje epigyne z długą szypułką tylną o zakończeniu przypominającym zaodwłok skorpiona.
Pająk znany wyłącznie z Mau Escarpment w Kenii.